# The Person and the Challenges
The Person and the Challenges ist eine halbjährlich erscheinende Zeitschrift für katholische Theologie, die 2011 von Józef Stala begründet wurde und von der Päpstlichen Universität Johannes Paul II., Theologische Fakultät Tarnów herausgegeben wird.
Die Zeitschrift enthält Artikel zu den folgenden und damit verwandten Themen: Die Würde, die Rechte und die Pflichten des Menschen, Entwicklung der Demokratie, moderne Bildung, neue Lebensmodelle für den Menschen des 21. Jahrhunderts, Erziehung in den Familien und in der Schule, politische, ökonomische, gesellschaftliche und religiöse Umbrüche, veränderte Wertestrukturen, der Einfluss der modernen Wissenschaft und Technik auf die Humanisierung der Welt und das geistige Leben der Menschen, die Bedrohung der ganzheitlichen Entwicklung des Menschen und ähnliche Fragen. Es werden bisher unveröffentlichte Texte in deutscher, englischer, französischer und spanischer Sprache abgedruckt und frei zugänglich als PDF-Datei im Internet veröffentlicht.
Der Titel der Zeitschrift wurde inspiriert vom Titel des Buches Person und Tat (Osoba i czyn) von Karol Józef Wojtyła, dem späteren Papst Johannes Paul II.